# 태양의 아이들 (2015년 영화)
《태양의 아이들》(太阳的孩子, Panay)은 대만에서 제작된 르카 수미 감독의 2015년 드라마 영화이다. 실화를 바탕으로 만들어졌다. 아도 칼리팅 파시달 등이 주연으로 출연하였다.

## 출연

### 주연
- 아도 칼리팅 파시달
- 모하마드 야롬타글루